# Георг Аккерман
Георг Аккерман (нім. Georg Ackermann; 2 березня 1918, Кобленц — 16 грудня 2007, Клоттен) — німецький пілот-бомбардувальник, лейтенант. Кавалер Лицарського хреста Залізного хреста.

## Звання
- Єфрейтор (1 січня 1940)
- Унтер-офіцер (1 квітня 1941)
- Фельдфебель (1 грудня 1941)
- Обер-фельдфебель
- Лейтенант (1 серпня 1942)

## Нагороди
- Залізний хрест
  - 2-го класу (15 травня 1941)
  - 1-го класу (26 липня 1941)
- Авіаційна планка бомбардувальника
  - В бронзі (26 вересня 1941)
  - В сріблі (5 листопада 1941)
  - В золоті (24 лютого 1942)
  - В золоті з підвіскою (15 січня 1944) — за 300 бойових вильотів.
- Чорний нагрудний знак «За поранення» (28 листопада 1941)
- Почесний Кубок Люфтваффе (2 квітня 1942)
- Медаль «За зимову кампанію на Сході 1941/42» (10 липня 1942)
- Німецький хрест в золоті (21 серпня 1942) — як фельдфебель і пілот 6-ї ланки 2-ї групи 53-ї ескадри бомбардувальників «Легіон Кондор».
- Лицарський хрест Залізного хреста (28 лютого 1945) — як лейтенант і офіцер-технік 5-ї ланки 2-ї групи 53-ї ескадри бомбардувальників «Легіон Кондор».